# Îngropat de viu

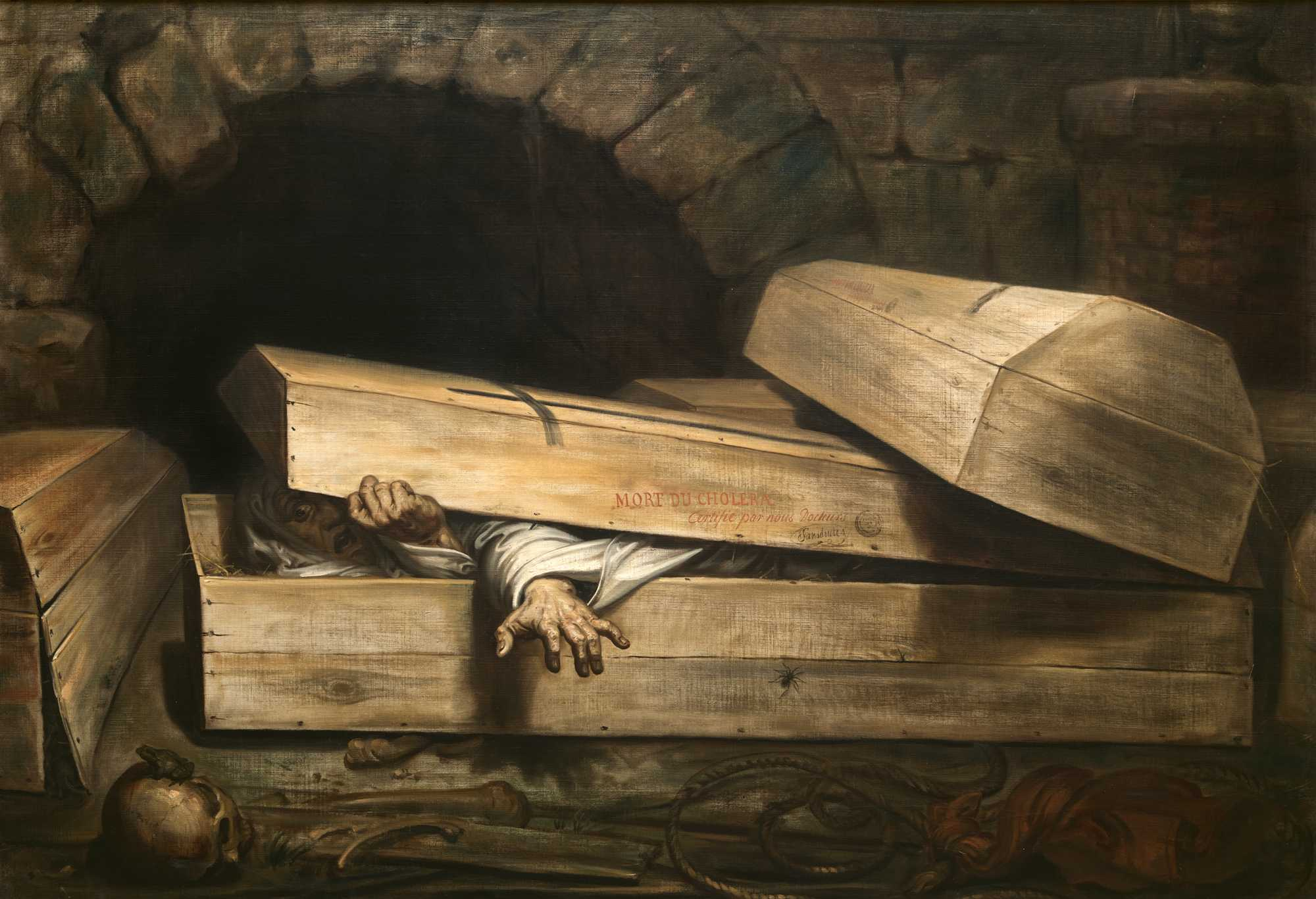
Un exemplu de îngropare de viu

Îngropat de viu era pedeapsa care se aplica vestalelor virgine romane care nu respectau legea de a rămâne fecioară pe timpul când slujeau în templul zeiței Vesta. Castitatea era o datorie pretinsă de religie și era privită ca o curățenie puritate, care apăra statul roman de furia și pedeapsa zeilor.
După pronunțarea pedepsei, prima dată iubitul vestalei era biciuit până la moarte în forum. Apoi, o procesiune ducea vestala până la „Porta Collina” unde era și ea executată. Vestala fiind îngropată de vie, împreună cu o serie de alimente, probabil pentru ca cei care duceau la îndeplinire sentința să se eschiveze de la o ucidere directă. 
Plinius descrie detaliat executarea sentinței capitale prin îngropare a vestalei Cornelia († 91 d.H.) care fusese condamnată de Domițian care era pe atunci „Pontifex maximus”. Până la execuție Cornelia a declarat nevinovăția ei, având o ținută mândră până la moarte. Cei de față fiind convinși de nevinovăția ei.
(Plinius, Epistulae 4,11; cu comentariul lui Sherwin-White)
Alte asemenea execuții sunt amintite în anii 228, 216, 114 și 113 î.H. când au fost îngropați pe Forum Boarium câțiva greci și gali care ar fi constituit un pericol pentru Roma antică.